# La Esmeralda (personnage)
Pour les articles homonymes, voir Esmeralda.
La Esmeralda  est l'un des principaux personnages du roman de Victor Hugo Notre-Dame de Paris, paru en 1831.
En espagnol, la esmeralda signifie « l'émeraude ».
Comme le difforme Quasimodo, silencieusement amoureux d'elle, elle incarne la pureté des sentiments. Mais elle sera le jouet de la fatalité, sa beauté physique causant sa perte.

## Le personnage dans le roman

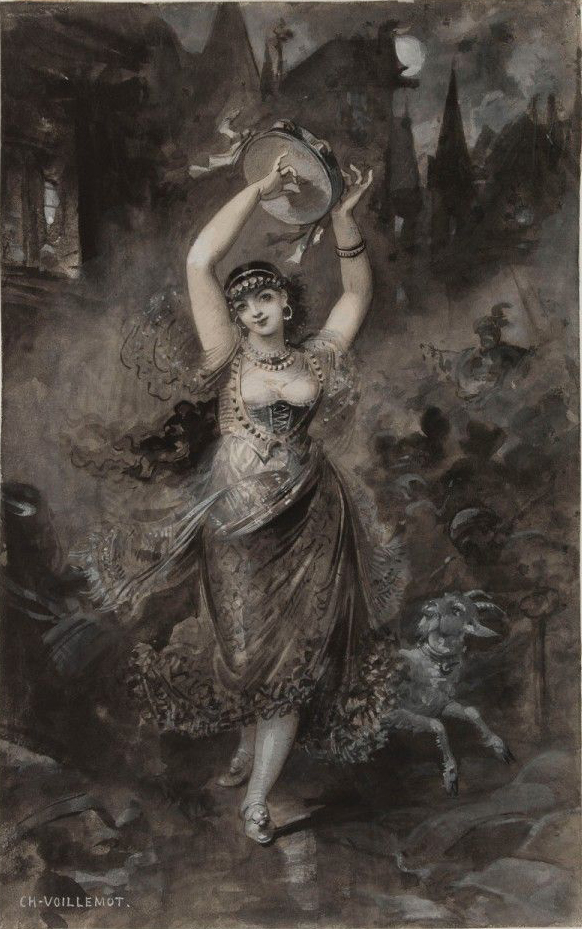
La Esmeralda dansant.
Illustration d'André Charles Voillemot, Maison de Victor Hugo, vers 1882.

Jeune gitane de 16 ans, la Esmeralda danse avec insouciance dans les rues de Paris et fait exécuter des tours à sa chèvre Djali. L'archidiacre de la cathédrale Notre-Dame de Paris, Claude Frollo, l'aperçoit un jour du haut des tours et s'en éprend. Écartelé entre son vœu de chasteté et sa passion charnelle, il la fait capturer par le sonneur de cloches Quasimodo, un être difforme, bossu et sourd, qu'il a naguère recueilli. Mais la jeune femme est sauvée par une escouade d'archers que commande le beau capitaine Phœbus de Châteaupers.
Plusieurs jours plus tard, la Esmeralda rencontre Phœbus et lui déclare son amour. Bien que fiancé à la jeune Fleur-de-Lys, le capitaine désire physiquement la gitane. Il lui donne rendez-vous, le soir même, dans une maison borgne et, en échange d'argent, autorise Frollo à observer l'étreinte amoureuse, caché dans la pièce. Mais lorsque Phœbus entreprend de passer à un rapport charnel avec la jeune gitane, Frollo, dévoré par la jalousie, sort de sa cachette et le poignarde.
Arrêtée, la Esmeralda comparaît devant un tribunal pour meurtre et sorcellerie. En effet, la chèvre qui l'accompagne constamment est un animal associé au sabbat. La Esmeralda lui ayant appris de nombreux tours, Djali les exécute sans rechigner devant les juges. Mais ce qui amusait naguère les badauds sur le parvis de Notre-Dame passe maintenant pour un coupable maléfice. La chèvre est elle aussi inculpée. De plus, une vieille femme nommée Falourdel, qui a reçu un écu de l’homme qui accompagnait la bohémienne le soir du meurtre et comparaît comme témoin, affirme que la pièce de monnaie s’est transformée en feuille sèche de bouleau, arbre aux vertus magiques. La Esmeralda est donc doublement convaincue de sorcellerie.
La jeune femme est condamnée au gibet. Frollo lui promet la vie sauve en échange de ses faveurs. Elle rejette son offre. Avant la pendaison prévue sur la place de Grève on amène la Esmeralda au parvis de la cathédrale Notre-Dame pour faire amende honorable. Frollo, maître de la cérémonie, en profite pour lui proposer encore une fois, discrètement, de la sauver à condition qu'elle se donne à lui. La proposition rejetée, le prêtre rentre dans la cathédrale mais Quasimodo, secrètement amoureux de la bohémienne, s'empare d'elle et la conduit dans la cathédrale, lieu d'asile inviolable. Il veille sur elle jalousement, en espérant la séduire. Rétabli d'une blessure légère, Phœbus évite lâchement de témoigner en faveur de la Esmeralda, qui lui a attiré des ennuis et risque de ruiner ses projets de mariage.
Les truands de la cour des Miracles viennent délivrer la bohémienne, qui partageait leur quotidien. Craignant à tort pour la sécurité de sa protégée, Quasimodo défend la cathédrale contre les envahisseurs. Frollo profite de ce tumulte pour essayer de s'enfuir avec la Esmeralda. Mais elle se refuse obstinément à lui. Furieux, il la livre à la recluse du Trou-aux-rats, Pâquette la Chantefleurie, devenue Sœur Gudule. Mais au lieu d'assouvir sur la jeune femme sa haine féroce des gitans, la vieille reconnaît en elle Agnès, sa fille adorée, grâce au soulier en pendentif que la petite portait le jour de son enlèvement : les deux femmes en conservent chacune un sur elles précieusement et ils sont identiques. Hélas, Pâquette ne peut jouir longtemps de ces retrouvailles inespérées. Les sergents de ville s'emparent de la Esmeralda et la traînent de nouveau au gibet. En voulant défendre sa fille, la Chantefleurie chute au pied de la potence et meurt sur le coup.
La Esmeralda est pendue. Depuis les tours de Notre-Dame, Frollo contemple son agonie avec délectation et laisse échapper un rire effroyable. Comprenant enfin la passion destructrice qui anime son maître, Quasimodo, furieux, le précipite dans le vide. Frollo s'accroche à une gouttière, se débat désespérément mais glisse et s'écrase au sol.
Au gibet de Montfaucon, le cadavre de la Esmeralda est jeté dans la cave sépulcrale où s'entassent les squelettes des suppliciés. Quasimodo l'y rejoint. Il se laisse mourir en enlaçant ses restes. Deux ans plus tard, quand on veut séparer leurs ossements, ils tombent en poussière.

## Adaptations

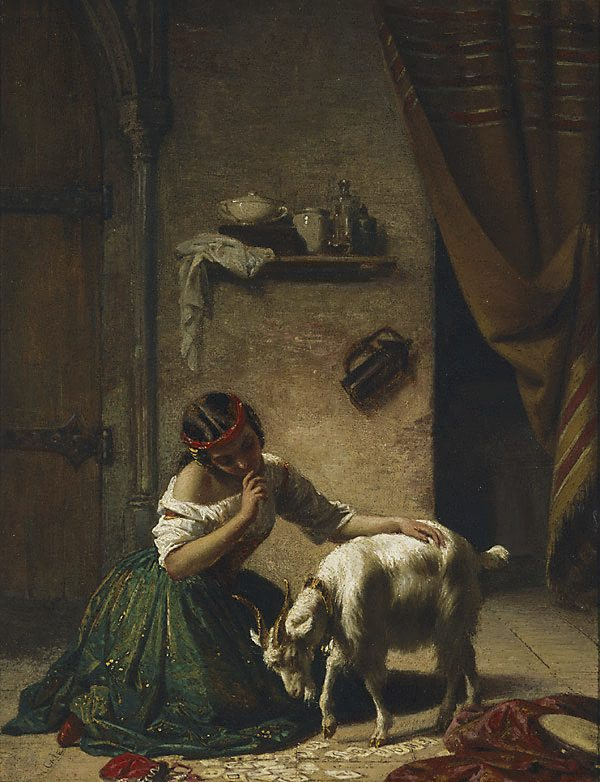
Esmeralda et la chèvre Djali, vues par le peintre William Gale.

- La Esmeralda, opéra en quatre actes de Louise Bertin dont Victor Hugo écrit le livret et créé à l'Opéra de Paris le 4 novembre 1836.
- La Esmeralda, ballet en cinq tableaux, musique de Cesare Pugni, livret de Jules Perrot — d'après l'adaptation par Hugo pour l'opéra de Bertin en 1836 —, créé au Her Majesty's Theatre de Londres le 9 mars 1844 ,
- Esmeralda est aussi un film réalisé en 1977 par Teo Hernandez.
- Esmeralda est interprétée par Hélène Ségara dans le spectacle musical franco-canadien, Notre-Dame de Paris en 1998, puis par la chanteuse libanaise Hiba Tawaji, lors de la nouvelle adaptation de la pièce en 2016. Elle est jouée par Gina Lollobrigida dans le film de 1956.
- La sculptrice française Mélanie Quentin réalise une Esmeralda en 2001.
- Dans Quasimodo d'El Paris, elle se nomme au début Esmeralda, puis est baptisée Agnès par sa famille d'accueil.
- De 1998 à 2002, l'émission télévisée Fort Boyard compte un personnage appelé « La Bohémienne » inspiré de La Esmeralda, redevenue populaire après la sortie, en 1996, du film Le Bossu de Notre-Dame, adaptation en dessin animé par les studios Disney du roman Notre-Dame de Paris de Victor Hugo.